# Manuel Cisneros Sánchez
Manuel Cisneros Sánchez (Lima, 1 de noviembre de 1904 - ídem, 14 de septiembre de 1971) fue abogado, periodista y político peruano. Ministro de Justicia y Culto (1944-45), presidente del Consejo de Ministros y ministro de Relaciones Exteriores (1956-1958). Fundador del Movimiento Democrático Peruano, más conocido como partido pradista (1955). Fue también embajador en España.

## Biografía
Sus padres fueron Máximo Cisneros Valle y Virginia Sánchez Pastor. Su padre fue vocal de la Corte Superior de Lima. 
Estudió en el Colegio de la Inmaculada y luego ingresó a la Facultad de Derecho de la Universidad Nacional Mayor de San Marcos, graduándose de bachiller en 1929 y recibiéndose luego como abogado. Desde entonces ejerció su profesión, siendo abogado del Banco de Crédito, del Banco Agrícola, de la Cerro de Pasco Copper Co., del despacho presidencial y de la International Petroleum Company. Asimismo fue director del diario La Crónica de Lima (1942-1944) y presidente del directorio de la Empresa Editora La Crónica (1945-1967). En 1950 fue elegido decano del Colegio de Abogados de Lima.
En el campo de la política, fue partidario del presidente Manuel Prado Ugarteche, del que fue ministro de Justicia y Culto en los años finales de su primer gobierno (1944-1945). Accidentalmente, atendió el despacho del ministerio de Relaciones Exteriores por ausencia del titular de dicha cartera, Manuel C. Gallagher.
En 1955 fundó el Movimiento Democrático Peruano (MDP), a través del cual apoyó la candidatura presidencial de Manuel Prado en las elecciones generales de 1956 convocadas por Odría. Triunfó Prado, que inauguró su segundo gobierno con Cisneros como presidente del Consejo de Ministros y ministro de Relaciones Exteriores (1956-1957).
Finalizada su etapa ministerial, fue acreditado como embajador en España (1957 - 1960). De vuelta en Lima, continuó presidiendo el Movimiento Democrático Peruano, hasta la desaparición de este en 1969, tras el golpe de Estado de Velasco. Falleció el 14 de septiembre de 1971 a los 66 años de cáncer pulmonar en el distrito limeño de San Isidro.

## Obra
- Seis temas peruanos (1960).

Diversos artículos suyos aparecieron en La Crónica y Cultura Peruana, bajo la firma de Maneros.
| Predecesor: Juan Mendoza Rodríguez | Presidente del Consejo de Ministros del Perú 28 de julio de 1956 a 9 de junio de 1958 | Sucesor: Luis Gallo Porras      |
| Predecesor: Félix Huamán Izquierdo | Ministro de Relaciones Exteriores del Perú 28 de julio de 1956 a 8 de enero de 1958   | Sucesor: Víctor Andrés Belaunde |